# Příštítná tělíska
Příštítná tělíska (epiteliální tělíska, glandulae parathyroideae) jsou malé kulovité útvary uložené v blízkosti štítné žlázy. Vylučují parathormon, který zvyšuje zpětně vstřebávání vápníku v ledvinách a podobně tedy snižuje koncentraci fosfátů v krvi.
Rozeznáváme vnější a vnitřní příštítná tělíska, vnější jsou derivátem epitelu třetí žaberní výchlipky a posunují se dál od štítné žlázy. Vnitřní příštítná tělíska pochází z epitelu čtvrté žaberní výchlipky a zůstávají vždy v blízkosti štítné žlázy.